# Municipio Cabimas
Cabimas es uno de los 21 municipios del estado venezolano del Zulia. El municipio se encuentra a 3,5 m s. n. m. y cuenta con una superficie aproximada de 655 km². Internamente se divide en las parroquias: Germán Ríos Linares, Ambrosio, Carmen Herrera, La Rosa, San Benito, Miguel Lara, Jorge Hernández, Rómulo Betancourt y Punta Gorda.

## Historia
En el antiguo asentamiento de Cabimas se fundó un poblado de corta duración en 1758 por un grupo de frailes capuchinos, quienes establecieron la Misión de San Ambrosio de Punta de Piedra. Esta misión, que quedó rápidamente en el olvido, se localizaba en el sector actualmente conocido como "La Misión". De ella han quedado algunos restos arqueológicos, aunque no se conservan ruinas visibles. 
La existencia de esta misión está documentada en las memorias de la visita del obispo de Venezuela, Mariano Martí, a la población en 1774. Posteriormente, Cabimas se desarrolló como un pequeño puerto pesquero a orillas del lago de Maracaibo, con una población que no superaba el millar de habitantes.
A principios del siglo XX ocurrió el descubrimiento de petróleo con el pozo Santa Bárbara (R2) en 1917. Sin embargo fue el pozo "Los Barrosos 2" (R4) en cuyo reventón se liberaron 100.000 barriles por día de petróleo el que atrajo la atención mundial hacia la población. Esto creó una auténtica refundación de Cabimas en 1931 creándose campos petroleros por las concesiones de extracción de petróleo cedidas a empresas estadounidenses y neerlandesas por el dictador Juan Vicente Gómez.
Su contribución más destacada a la historia del país fue la fundación del primer sindicato de Venezuela el Sindicato de Obreros y Empleados Petroleros (SOEP), que todavía funciona en la misma sede de 1936. Además de haber sido siempre pilar de la economía venezolana por su producción de petróleo.
Antes de ser municipio, Cabimas era una de las parroquias del Distrito Bolívar, junto con los actuales municipios Santa Rita y Simón Bolívar. En 1989 se realizaron las primeras elecciones de alcaldes y concejales, donde fueron elegidos los primeros correspondientes al municipio.
En enero de 1990 las autoridades electas fundaron el municipio Cabimas instalándose en la antigua sede de la CANTV (Centro Cívico), el municipio fue fundado con 7 parroquias.
En 1995 ocurrió la separación de las parroquias Urdaneta y Manuel Manrique como municipio Simón Bolívar. El municipio Cabimas se reorganizó en las parroquias actuales.
La ciudad igualmente ha contado con el asentamiento temporales de técnicos petroleros estadounidenses y holandeses, pero a diferencia del resto de inmigrantes estos no se integraron en la vida social de la ciudad.

## Geografía

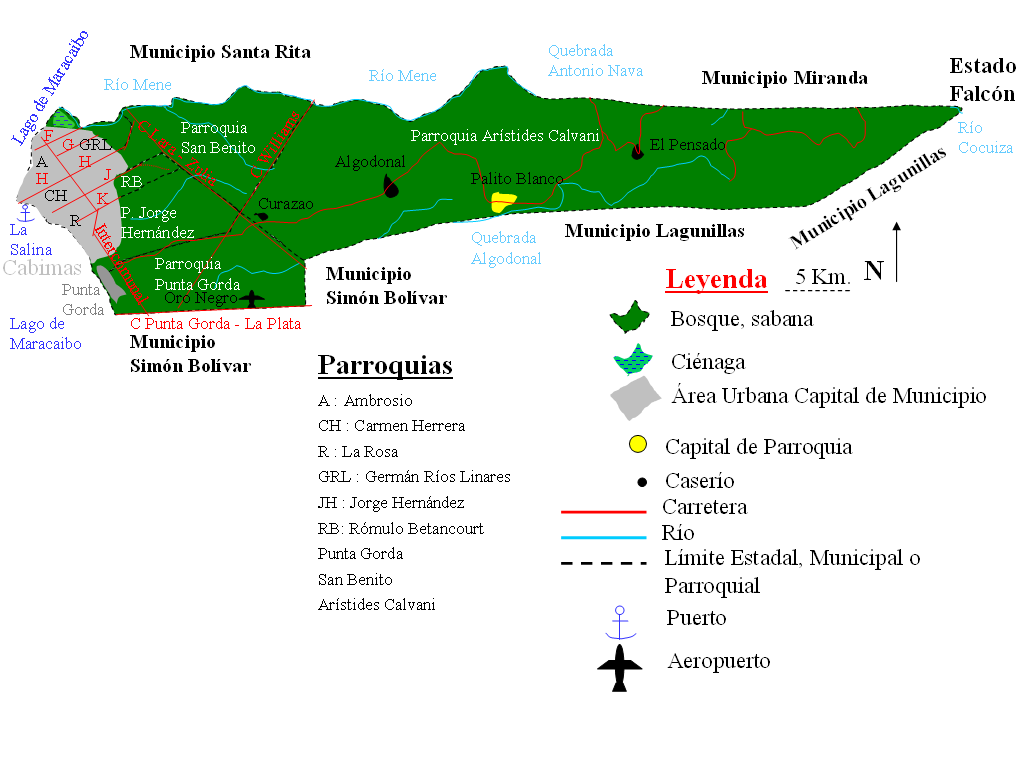
Mapa del municipio Cabimas.

El municipio Cabimas se encuentra ubicado en la costa oriental del Lago de Maracaibo, al sur de los municipios Miranda y Santa Rita, al oeste del Estado Falcón, y al norte de los municipios Simón Bolívar y Lagunillas.
Ubicación Astronómica:
- 10°28’ Lat. N 70°52’ Long. W
- 10°19’ Lat. N 71°27’ Long. W

- Capital: Cabimas
- Superficie: 655 km²
- Población: 351 735 habitantes
- Densidad: 665,808 hab/km²

### Parroquias
| Parroquia               | Superficie | Población (2023) | Densidad         |
| ----------------------- | ---------- | ---------------- | ---------------- |
| (1) Ambrosio            | 15 km²     | 58.210 hab.      | 5.214,4 hab/km²  |
| (2) Carmen Herrera      | 10 km²     | 39.897 hab.      | 4.989,7 hab/km²  |
| (3) La Rosa             | 6 km²      | 35.423 hab.      | 5.903,67 hab/km² |
| (4) Germán Ríos Linares | 9 km²      | 50.225 hab.      | 6.802,7 hab/km²  |
| (5) San Benito          | 58 km²     | 31.574 hab.      | 544,3 hab/km²    |
| (6) Rómulo Betancourt   | 24 km²     | 41.702 hab.      | 2.570,92 hab/km² |
| (7) Jorge Hernández     | 35 km²     | 72.037 hab.      | 2.635,51 hab/km² |
| (8) Punta Gorda         | 45 km²     | 14.122 hab.      | 469,15 hab/km²   |
| (9) Arístides Calvani   | 402 km²    | 8.546 hab.       | 26,23 hab/km²    |
| Municipio Cabimas       | 604 km²    | 351.736 hab.     | 731,668 hab/km²  |

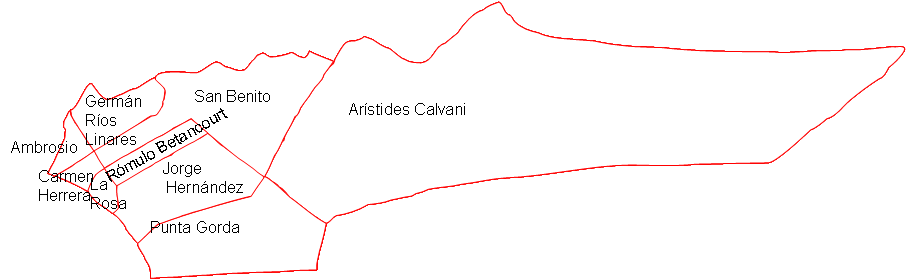
Parroquias de Cabimas.

La ciudad de Cabimas ocupa todas las parroquias con excepción de Arístides Calvani que es el área rural y Punta Gorda ocupada por el pueblo de Punta Gorda.
- Los números referencian el nombre de la parroquia con su ubicación en el mapa. Por ejemplo donde está el 5 es la parroquia San Benito, mientras que el 1 es la parroquia Ambrosio.

### Centros poblados
- Cabimas. Capital del municipio
- Punta Gorda
- Curazaíto
- Palito Blanco
- La Mesa
- La Unión
- El Pensado
- Quirós
- Los Tablazos
- San Diego
- Las García
- Agua Santa
- Algodonal
- Santa Cruz
- La Guacamaya
- El Balaustre
- Cieneguita
- Los Vegotes
- La Vega
- Curacao
- La Sabana
- La Pica Pica

### Geología
La ciudad de Cabimas al oeste del municipio, se encuentra sobre sedimentos no consolidados de edad Holoceno. Hacia la carretera Lara–Zulia, hay afloramientos de edad Eoceno Fm. Misoa, siendo el principal de estos el cerro La Antena (llamado así por una antena repetidora de señales de radio), hacia el este afloran formaciones más recientes, de edad Plioceno y Mioceno, estas últimas al este de la parroquia Arístides Calvani corresponden a la cuenca de Falcón. Las formaciones eocenas constituyen un paleoalto, el cual fue erosionado hasta su base expuesta, el extremo oriental es alóctono posicionándose durante el Eoceno, y formando una cuenca interior.

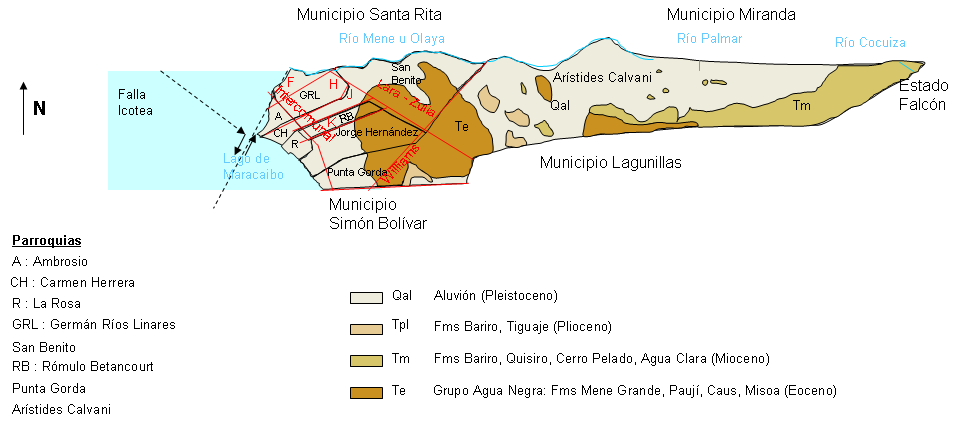
Mapa geológico de Cabimas.

En el municipio Cabimas se descubrieron formaciones con yacimientos petrolíferos que fueron nombradas como sectores de Cabimas, la formación Icotea de edad oligoceno y la falla Icotea deben su nombre al sector Punta Icotea. La formación La Rosa de edad mioceno, y los pozos de Cabimas (campo petrolífero la Rosa) deben su nombre al sector la Rosa donde fueron perforados. La nomenclatura de los pozos de Cabimas en tierra es R - # y en lago es LR - #. Por ejemplo el famoso Barroso II, es el pozo R - 4.

### Flora
Entre los árboles presentes el más emblemático es el árbol Cabimas copaifera officinalis, el cual aparece en el escudo del municipio y al que le da nombre, además de cocoteros, cujíes (Vachellia farnesiana), caujaros (Cordia dentata), dividives (Caesalpinia coriaria) que le da nombre a un sector El Dividive, araguanayes (Tabebuia chrysantha), acacias, laras, mangle (Rhizophora mangle) que crecen en la Rosa y la Montañita, uva playera (Coccoloba uvifera), palma moriche (Mauritia flexuosa) que crecen en la laguna del Mene, entre otros.

### Fauna
En el municipio se encuentran especies como: 
- Mamíferos como: Lapas, conejos (Sylvilagus floridanus), rabipelados, murciélagos (Molossus molossus), toninas.
- Aves: Garzas blancas, turpiales (Icterus icterus), tortolitas (Columbina passerina), cristo fue (Pitangus sulphuratus), patos, pelícanos, cuervos, perico cara sucia (Aratinga pertinax), zamuros (Coragyps atratus), pájaro guaco, perico bibito y flamencos.
- Reptiles: Iguanas (Iguana iguana), babilla (Caiman crocodilus), morrocoy (Chelonoidis carbonaria), serpientes de cascabel (Crotalus durissus), mapanares (Bothrops atrox), lagartijas y tuqueques (Hemidactylus mabouia).
- Anfibios: Rana platanera (Hypsiboas crepitans), sapo cuerno (Ceratophrys cranwelli).
- Peces: Guabina (Hoplias malabaricus) que le da nombre al sector Guabina, curbina, bagre, bocachico, armadillo, entre otros.
- Crustáceos: Cangrejos azules (Callinecte sapidus), camarones.
- Insectos: Tara maraquera, bachacos, varias especies de hormigas, abejas africanizadas, mariposas, tara bruja.

### Clima
El clima es caluroso con temperaturas diurnas de más de 30 °C durante gran parte del año. El clima es seco la mayor parte del año, y durante la temporada de lluvias entre mayo y octubre caen fuertes chubascos.
La combustión de gas natural de los pozos petroleros produce grandes cantidades de dióxido de carbono (CO2), lo que ocasiona un efecto invernadero, que aumenta la sensación térmica en los días nublados, ya que el CO2 no deja escapar el calor a la atmósfera.
| Parámetros climáticos promedio de Municipio Cabimas, según mediciones de sensores remotos (2000–2011) | Parámetros climáticos promedio de Municipio Cabimas, según mediciones de sensores remotos (2000–2011) | Parámetros climáticos promedio de Municipio Cabimas, según mediciones de sensores remotos (2000–2011) | Parámetros climáticos promedio de Municipio Cabimas, según mediciones de sensores remotos (2000–2011) | Parámetros climáticos promedio de Municipio Cabimas, según mediciones de sensores remotos (2000–2011) | Parámetros climáticos promedio de Municipio Cabimas, según mediciones de sensores remotos (2000–2011) | Parámetros climáticos promedio de Municipio Cabimas, según mediciones de sensores remotos (2000–2011) | Parámetros climáticos promedio de Municipio Cabimas, según mediciones de sensores remotos (2000–2011) | Parámetros climáticos promedio de Municipio Cabimas, según mediciones de sensores remotos (2000–2011) | Parámetros climáticos promedio de Municipio Cabimas, según mediciones de sensores remotos (2000–2011) | Parámetros climáticos promedio de Municipio Cabimas, según mediciones de sensores remotos (2000–2011) | Parámetros climáticos promedio de Municipio Cabimas, según mediciones de sensores remotos (2000–2011) | Parámetros climáticos promedio de Municipio Cabimas, según mediciones de sensores remotos (2000–2011) | Parámetros climáticos promedio de Municipio Cabimas, según mediciones de sensores remotos (2000–2011) |
| Mes                                                                                                   | Ene.                                                                                                  | Feb.                                                                                                  | Mar.                                                                                                  | Abr.                                                                                                  | May.                                                                                                  | Jun.                                                                                                  | Jul.                                                                                                  | Ago.                                                                                                  | Sep.                                                                                                  | Oct.                                                                                                  | Nov.                                                                                                  | Dic.                                                                                                  | Anual                                                                                                 |
| --- | --- | --- | --- | --- | --- | --- | --- | --- | --- | --- | --- | --- | --- |
| Temp. máx. abs. (°C)                                                                                  | 40.1                                                                                                  | 43.1                                                                                                  | 45.7                                                                                                  | 45.6                                                                                                  | 41.4                                                                                                  | 39.8                                                                                                  | 40.3                                                                                                  | 38.1                                                                                                  | 36.0                                                                                                  | 33.2                                                                                                  | 35.2                                                                                                  | 38.6                                                                                                  | 45.7                                                                                                  |
| Temp. máx. media (°C)                                                                                 | 32.3                                                                                                  | 35.3                                                                                                  | 35.6                                                                                                  | 31.5                                                                                                  | 29.3                                                                                                  | 29.6                                                                                                  | 30.1                                                                                                  | 29.3                                                                                                  | 28.8                                                                                                  | 28.0                                                                                                  | 27.4                                                                                                  | 29.0                                                                                                  | 30.5                                                                                                  |
| Temp. media (°C)                                                                                      | 25.2                                                                                                  | 25.0                                                                                                  | 24.6                                                                                                  | 24.5                                                                                                  | 26.0                                                                                                  | 26.5                                                                                                  | 26.6                                                                                                  | 27.0                                                                                                  | 26.2                                                                                                  | 26.1                                                                                                  | 24.6                                                                                                  | 24.7                                                                                                  | 25.6                                                                                                  |
| Temp. mín. media (°C)                                                                                 | 22.6                                                                                                  | 23.2                                                                                                  | 23.3                                                                                                  | 23.6                                                                                                  | 23.7                                                                                                  | 23.8                                                                                                  | 23.3                                                                                                  | 23.7                                                                                                  | 23.5                                                                                                  | 23.0                                                                                                  | 22.8                                                                                                  | 22.1                                                                                                  | 23.2                                                                                                  |
| Temp. mín. abs. (°C)                                                                                  | 18.3                                                                                                  | 18.6                                                                                                  | 17.2                                                                                                  | 17.0                                                                                                  | 16.9                                                                                                  | 17.4                                                                                                  | 17.9                                                                                                  | 18.6                                                                                                  | 17.1                                                                                                  | 17.1                                                                                                  | 14.4                                                                                                  | 17.6                                                                                                  | 14.4                                                                                                  |
| Fuente: MOD11A2 MODIS/Terra Land Surface Temperature/Emissivity                                       | | | | | | | | | | | | | |

### Relieve
Es principalmente plano hacia la costa del lago de Maracaibo, se va elevando hacia la carretera Lara-Zulia siendo la mayor elevación el cerro Santa Lucía perteneciente a la Serranía del Empalado en el límite con el estado Falcón, con poco más de 1300 metros.
En la Lara-Zulia, se encuentran afloramientos de la Formación El Misoa de edad Eoceno, por ejemplo en la curva de la carretera F y en el llamado Cerro la Antena. La ciudad no tiene ningún relieve y los terrenos tienen alto nivel freático y son arenas de Edad Reciente. Los afloramientos del Eoceno son restos de un paleoalto, afloramientos de edad Mioceno y Plioceno se encuentran en la parroquia Arístides Calvani. El relieve en la parroquia Arístides Calvani incluye numerosas lomas y en su extremo este la Serranía de Ziruma con verdaderas montañas como el cerro las Piñas de más de 1000 m s. n. m.
La zona costera se ubica al oeste de las parroquias Ambrosio, Carmen Herrera, La Rosa y Punta Gorda que son las que alcanzan el Lago de Maracaibo. En la parroquia Ambrosio en los sectores La Misión y Miramar, se presentan acantilados rocosos de hasta 10 metros de declive. El resto de la costa es arenosa, con manglares al norte de la parroquia Ambrosio, y en las parroquias La Rosa y Punta Gorda.
La costa del lago en Cabimas es de aguas tranquilas de poca profundidad, alcanzando una cota batimétrica de 1,5 m a 1 km costa adentro, con la excepción del canal de navegación dragado en el lago frente al muelle La Salina para acceso de los barcos petroleros a una profundidad de hasta 40 m. Enfrente de la península de Punta Icotea, confluyen las corrientes del lago del cuello y del lago interior, formando un oleaje en forma de caparazón de tortuga por lo que los marinos llamaron al lugar punta Icotea.
Además de la cuenca del lago de Maracaibo, las otras cuencas del municipio son la del río Mene y la del río Ulé. El río Mene (también llamado Olaya o Cacaíto) nace en la serranía de Ziruma, se encuentra al norte del municipio, es un río permanente poco profundo y de bajo caudal, que alimenta la ciénaga/laguna del Mene y desemboca en el lago de Maracaibo, es alimentado por algunos cursos de agua como la quebrada Antonio Nava, varios de ellos estacionales. La laguna del mene en la parroquia Germán Ríos Linares, es de agua poco profundas por lo que se puede pescar peces y camarones a pie sin balsa, en la estación lluviosa puede causar inundaciones en los sectores los Olivos, Don Bosco, Francisco de Miranda, Los Pozones y El Hornito.
La cuenca del río Ulé sólo está presente en las parroquias Arístides Calvani y Punta Gorda. El río Ulé entra al municipio Cabimas en la confluencia con la quebrada Algodonal y sale del municipio cerca del Aeropuerto Oro Negro, también es un curso tranquilo de aguas permanentes, el cual es usado como drenaje.

## Economía
La principal actividad la constituye la industria petrolera, desde el descubrimiento del pozo "Barroso 2" (R4) en 1922. En él se encuentran los campos petrolíferos de La Rosa y Punta Benítez en tierra, y Ambrosio y La Salina en el lago, son campos maduros que producen crudo mediano/pesado de la Formación La Rosa de edad Mioceno; el campo Ambrosio también produce crudo condensado y gas de las formaciones Grupo Cogollo de edad Cretácico. El campo La Rosa pasó a ser en el año 2006 la asociación estratégica Petrocabimas, con un 60 % de las acciones para la empresa estatal PDVSA y 40 % para la operadora nacional Suelopetrol, esta última manejó el campo en concesión desde 1996.
Tiene los patios de tanques en los sectores La Salina, Punta Gorda y H7.
Cabimas no posee infraestructura para el manejo y procesamiento del gas natural, así que el gas natural que producen sus pozos se ha desperdiciado durante décadas, siendo incinerado con equipos de venteo (mechurrios). Actualmente existe el proyecto de construir un complejo criogénico en el sector de Ulé.
El comercio es otra actividad de Cabimas, con los grandes almacenes fundados y manejados por inmigrantes sirios, libaneses, griegos, españoles, italianos, chinos y colombianos.
Existe una actividad pesquera perjudicada por los crecimientos de la lenteja acuática (Lemna sp) en el Lago de Maracaibo, la contaminación ambiental y la inseguridad.
Existen algunas fábricas de artículos como bolsas plásticas, talleres metalmecánicos (Sideroca parroquia Punta Gorda), la fábrica de ladrillos y tejas Alfarería Cabimas en el sector Bello Monte parroquia Germán Ríos Linares y contratistas petroleras como Petrograva, Weatherford. 
En la zona rural parroquia Arístides Calvani, se practica la agricultura de lechoza, plátano, yuca, aguacate, y la ganadería bovina, porcina, caprina y granjas avícolas de pollos, pavos, gansos, y codornices. En Cabimas se encuentra la sede de la Asociación de Ganaderos del Este del Lago (AGEL). Además existen plantas de extracción y embotellamiento de agua potable en el caserío de La Mesa, parroquia Arístides Calvani.
El municipio dispone de una zona industrial ubicada en la parroquia Punta Gorda, sin embargo por encontrarse ubicada en una zona alejada de la principal vía de comunicación y unido a ello por trabas burocráticas, ha sido imposible el asentamiento de empresas en dicha zona.

## Cultura

### Música
La música autóctona de la región es la gaita zuliana, representada por reconocidos conjuntos como Barrio Obrero de Cabimas y Gran Coquivacoa. También existen agrupaciones de rondallas y chimbángeles (tambores de origen africano) que acompañan las tradicionales procesiones de San Benito. Además, la ciudad cuenta con una coral, una banda marcial, escuelas de música y destacados patrimonios culturales —verdaderos íconos— como Abdenago "Neguito" Borjas, Jesús "Chuchito" Ibarra, Eliezer Berríos, Beneck Mármol y Elvis Salgueiro, entre muchos otros.
Uno de los grandes compositores cabimeros es precisamente Abdenago "Neguito" Borjas, quien se inició en la gaita zuliana y ha logrado una exitosa carrera musical incursionando en diversos géneros.
En las fiestas familiares predomina la guaracha de órgano, representada por agrupaciones muy queridas, entre las que destacan El Gran Caribe de Numan Medina y El Gran Vallenato de Euro Medina.
Atraídos por la riqueza generada por la explotación petrolera, llegaron a esta tierra músicos de distintas regiones del país y del extranjero, quienes desarrollaron aquí sus carreras musicales. Entre ellos se pueden mencionar a Bernardo Bracho, Lula Silva y la dinastía de sus hermanos, así como a Jesús "Chico" Costero, Ramón Monche Jiménez, Rafael Salgueiro, entre otros.
Uno de los cabimeros con mayor reconocimiento internacional es Henry Stephen, quien con su fama llevó en alto el nombre de Cabimas por todo el mundo.

### Pintura
El municipio Cabimas ha sido cuna de pintores como Emerio Darío Lunar, Margarita Soto, Blanco Aparicio, Nilson González, Alexis Ochoa, Elsie Arratia, Mercedes Rey, Rafael Chirinos, Olaxy Chávez,Darío Suárez Ocando entre otros.

### Religión
El 96 % de la población del municipio pertenece a la Iglesia católica que está representada por la Diócesis de Cabimas, la zona pastoral central incluye exclusivamente las iglesias católicas del municipio.
También existen diferentes denominaciones cristianas como la Iglesia Anglicana (catedral Bethábara), la Iglesia Bautista, la Iglesia Pentecostal, la Iglesia de Jesucristo de los Santos de los Últimos Días (Mormones), Testigos de Jehová, Adventistas del Séptimo Día y numerosas iglesias evangélicas.
Esto no excluye devociones particulares (sin templo), de musulmanes, judíos, budistas y religiones tradicionales chinas.

### Gastronomía
La arepa cabimera: son propias de la ciudad de Cabimas, en el Zulia. Son arepas fritas que se colocan cortadas en cuadros al fondo del plato donde se sirven, y se le agregan arriba de ellas ingredientes como lonjas de queso y jamón como base, luego pollo, carne mechada, zanahoria rallada, huevo cocido, entre otros.
Además de la arepa que lleva su nombre, en Cabimas se preparan distintos platos de la gastronomía zuliana, como tumbarranchos, pastelitos, empanadas, patacones, tequeños. Dulces de limonsón, majarete, hicaco, paledonias, besitos de coco, cepillados.
Además se encuentran locales de comida china, árabe, italiana, rápida, entre otras.

## Transporte
Transportes que llegan hacia Cabimas (provenientes de otras ciudades)
- Expresos Occidente.
- Rodovias.
- Expresos Mérida
- Expresos San Cristóbal.
- Expresos Maracaibo.
- Rápidos Maracaibo.
- Expresos del Lago.
- Expresos Alianza.
- Expresos Barinas.
- Expresos Los Llanos
- Aeronasa.
- Expresos UNI-Zulia.
- Motos(Taxis).

(Otras empresas importantes como Aeroexpresos Ejecutivos, no llegan hacia Cabimas).
Los compañías de expresos, como Expresos Occidente y Expresos Los Llanos, comparten un terminal al lado del Centro Cívico y de Cabimas - Dabajuro, saliendo buses en días específicos de la semana, a Caracas, Valencia, Barquisimeto, Maturín, Barcelona, Barinas y San Cristóbal.
También llegan al terminal rutas de autobuses regulares:
Cabimas - Guanare Cabimas - Valera Cabimas - Valencia Cabimas - Barquisimeto.

### Líneas de Carros por Puestos / Minibús
Estos vehículos van desde el Terminal de Pasajeros a todos los sectores de Cabimas, lo cual da a Cabimas la facilidad de tener un sitio donde lleguen todas las líneas, cosa que no se observa en otras ciudades como Maracaibo o Caracas. Las líneas se identifican con un nombre y un distintivo similar al de los taxis, con un color específico para cada una.
Las líneas que llegan al terminal son:
```
   * 
 
Ambrosio
 

   * 
 
Bello Monte
 

   * 
 
Concordia
 

   * 
 
Corito
 

   * 
 
El Lucero
 

   * 
 
Gasplant
 

   * 
 
H y Cabillas
 

   * 
 
H y Delicias
 

   * 
 
Las 40's
 

   * 
 
Nueva Cabimas
 

   * 
 
Punta Gorda
 

   * 
 
Colinas de Bello Monte
 
```

Existen otras líneas cuya ruta no llega al terminal, pero que interceptan en algunos tramos a las antes nombradas:
```
   * 
 
32
 

   * San José - Las Tierritas
```

Algunas líneas tienen rutas muy largas, y ofrecen tramos alternativos:
```
   * 
 
Ambrosio
 
 / 
 
Golfito Amparo Amparito
 

   * 
 
Nueva Cabimas
 
 / 
 
Nueva Rosa
 

   * 
 
Punta Gorda
 
 / 
 
Cabimas - Tía Juana
 

   * 
 
H y Cabillas
 
 / 
 
H5 / Federación / Villa Feliz / Ciudad Sucre / Av 51
 
```

### Líneas extraurbanas
Son las que salen del municipio Cabimas, las que van a las poblaciones más cercanas utilizan autos por puesto:
- Cabimas - Maracaibo

- Cabimas - Los Puertos

- Cabimas - Palmarejo

- Cabimas - El Consejo (El Consejo de Ciruma: carretera (55) que sale a la Lara-Zulia casi a la altura de Cabimas)

- Cabimas - Santa Rita  única con terminal propio en la Av Rotaria al lado del pozo R - 154.

- Cabimas - El Guanábano

- Tolosa - Cabimas

- Cabimas - Tía Juana

- Cabimas - Lagunillas

- Lagunillas - Cabimas  básicamente la misma que la anterior, usa la misma parada

- Lagunillas - CVP

- Cabimas - Coro

- Cabimas - Dabajuro

- Cabimas - La Mesa - Curazaíto

- Cabimas - El Venado

### Puertos
El puerto de La Salina, con su isla artificial, la cual es la más grande de Venezuela, es uno de los principales puertos de embarque para tanqueros petroleros en el lago de Maracaibo, y desde allí parte el petróleo crudo para ser vendido en Estados Unidos, Europa y Asia.
Existen además pequeños muelles privados de contratistas petroleras, como el muelle de Halliburton en la Urbanización Las Palmas.
El puerto pesquero está en el Bulevar Costanero, y es utilizado por embarcaciones artesanales.
No existen puertos comerciales, actualmente está en construcción un puerto, en el Parque Bicentenario detrás de la Plaza Bolívar Bicentenario de donde saldrá una ruta mixta de pasajeros y turística. Proyecto presentado por Turismo Municipal de la Alcaldía de Cabinas, ejecutado por la Gobernación del Zulla para toda la comunidad.

### Aeropuerto
El aeropuerto Oro Negro se encuentra en Punta Gorda. Reinició sus operaciones en diciembre de 2012 luego de 27 años de cierre. La primera ruta activa es Cabimas–Caracas. Los vuelos salen los días martes y jueves a las 6:00 a. m. por la línea aérea Conviasa.

## Cuerpos de seguridad

### Policabimas
El cuerpo de policía municipal fue fundado con el municipio en 1990 con el nombre de Instituto Municipal de Policía de Cabimas (IMPOLCA). En el año 2009 cambia de nombre, uniforme y símbolos y se reorganiza como Policabimas. El uniforme actual es de camisa verde claro y pantalón azul, el logotipo de las patrullas, puestos y uniformes es el escudo del municipio dentro de un marco azul con las letras: Policía del Municipio Cabimas. El cuerpo tiene sedes en todas las parroquias y puestos de vigilancia en las entradas del municipio, su cuartel general es el ubicado en la carretera G con Av 32 parroquia Germán Ríos Linares.

### Destacamento 113
El destacamento 113 (antes 33) de la Guardia Nacional de Venezuela, es el encargado de custodiar militarmente el municipio Cabimas, dada la importancia estratégica de sus instalaciones petroleras, además de lucha contra el tráfico de drogas. Está ubicado en la Av Miraflores con Av Hollywood, sector Miraflores. El nombre propio del cuartel es General Eleazar López Contreras, en su honor, la guardia construyó la plaza Eleazar López Contreras y erigió un busto en el vecino sector de Campo Blanco.

### CICPC
La sede del Cuerpo de Investigaciones Científicas Penales y Criminalísticas, se encuentra en la Av principal de La Rosa, sector Las Palmas, frente a los tribunales penales municipales.

### Bomberos de Cabimas
El Cuerpo de Bomberos de Cabimas se encarga del control de incendios en las instalaciones petroleras, incendios forestales, primeros auxilios, rescate vehicular y mitigación de desastres naturales. Se encuentra en la Avenida Principal de La Rosa, sector La Vereda frente al patio de tanques de La Salina.
Fue fundado el 24 de julio de 1958, aunque los esfuerzos para su creación datan desde el año 1954.
Lleva el nombre del teniente coronel Ibrahim Ferrer R. fallecido en la Tragedia de Tacoa, ocurrida en el estado La Guaira.

### Tránsito
El cuerpo de fiscales de tránsito, encargado del control y respeto de las leyes de tránsito del municipio se encuentra en la Av 32 sector El Lucero.
Otra sede se encuentra entre la Av Intercomunal y el inicio de la carretera Punta Gorda - La Plata en el pueblo de Punta Gorda.

## Símbolos
- Bandera de Cabimas
- Escudo de Cabimas
- Himno de Cabimas

## Política y gobierno
Como se dijo antes, Cabimas, una de las ciudades más importantes del Zulia, es la capital del municipio homónimo, y por eso, se asienta aquí la alcaldía del municipio desde su creación, pero, los alcaldes elegidos por el pueblo comienzan a partir del 1° de enero de 1990, cuando entra en vigencia, la nueva ley político-territorial (antes de existir el municipio en 1990, gobernaba el presidente del consejo municipal del Distrito Bolívar, electo por el partido que gobernara el país). La alcaldía de Cabimas se encuentra en el Centro Cívico de Cabimas en el edificio CANTV. Una nueva sede fue construida en el sector Tierra Negra, carretera H con Av Miraflores, aún no se ha decidido el destino de esa edificación.